# Arthrovertex bispinatus
Arthrovertex bispinatus är en kvalsterart som först beskrevs av Hammer 1961.  Arthrovertex bispinatus ingår i släktet Arthrovertex och familjen Scutoverticidae. Inga underarter finns listade i Catalogue of Life.